# Joe Daley

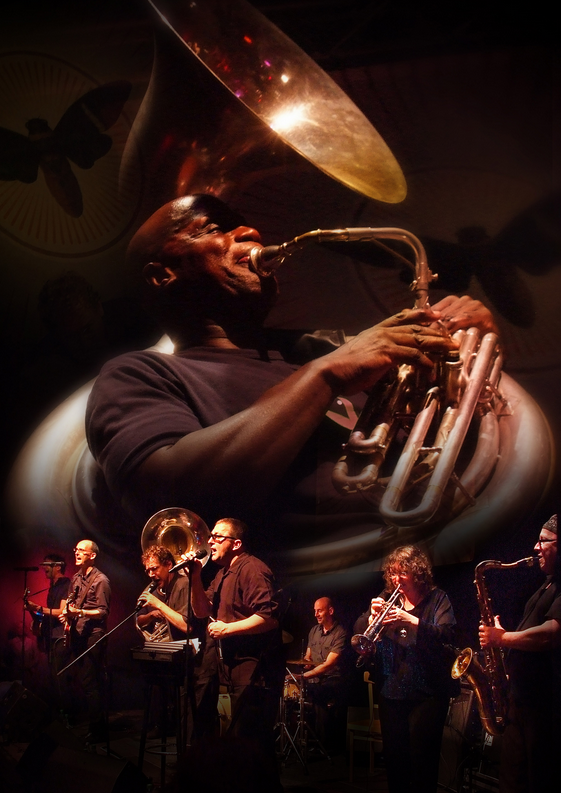
Joe Daley

Joseph Peter „Joe“ Daley (* 6. August 1949 in Harlem; † 3. August 2025 in Hackensack) war ein US-amerikanischer Jazzmusiker (Tuba, auch Baritonhorn, Euphonium, Komponist).

## Leben und Wirken
Daley besuchte von 1964 bis 1967 die Music and Art High School in New York und studierte anschließend an der Manhattan School of Music, wo er 1972 einen Bachelor als ausführender Musiker erwarb und 1973 mit dem Master in Musikpädagogik abschloss. 1971 spielte er bei dem Taj-Mahal-Livealbum The Real Thing an der Seite von Bob Stewart, Howard Johnson und Earl McIntyre. Er wurde Mitte der 1970er Jahre bekannt, als er Mitglied im Gil Evans Orchester war und an den Alben Svengali und There Comes a Time mitwirkte; ferner arbeitete er mit Steve LaSpina. 1976 war er Mitglied des Trios von Sam Rivers (mit Warren Smith); die Formation nahm mehrere Alben für das deutsche Label Circle Records auf. 1977 trat er mit dem Rivers-Quintett auf den Berliner Jazztagen auf (Zenith).
1980 spielte Daley in der Bigband von Carla Bley bei ihrem Album Social Studies, 1989 gehörte er der George Gruntz Concert Jazz Band an. In den 1990er Jahren arbeitete er mit Muhal Richard Abrams (Blu Blu Blu, 1991), Ellery Eskelin (Figures of Speech, 1991), Assif Tsahar und in der Far East Side Band mit Jason Hwang. 1996 gehörte er zu Howard Johnsons Tuba-Ensemble Gravity; auch produzierte er dessen Album Testimony (2016). 2000 wirkte er als Tubist bei dem Dave Douglas Album Witness mit. In den 2000er Jahren spielte er in Alan Silvas Sound Visions Orchestra, mit Joe Fonda (Loaded Basses), mit Bill Dixon (17 Musicians in Search of a Sound: Darfur) und mit Taylor Ho Bynum.
Bei Jaro Medien veröffentlichte er als Joseph Daley 2011 sein Album The Seven Deadly Sins mit seinem großformatigen Earth Tones Ensemble, gefolgt von The Seven Heravenly Virtues (2013). Weiterhin arbeitete er mit dem Liberation Music Orchestra, mit Hazmat Modine sowie mit Jason Kao Hwang (Blood, 2018). Er trat auch mit einem Soloprogramm als Tubist auf. 2018 leitete er ein Trio mit Warren Smith und Scott Robinson.
Daley war hauptberuflich von 1972 bis 2005 als Lehrer in New York und New Jersey tätig. Er ist nicht mit dem gleichnamigen Tenorsaxophonisten und Bandleader (1918–1994) zu verwechseln.

## Diskographische Hinweise
- Joseph Daley Earth Tones Ensemble: The Seven Deadly Sins (Jaro, 2011) mit Lew Soloff, Stanton Davis, Gary Valente, Vincent Chancey, Howard Johnson, Earl McIntyre, Bob Stewart, Marty Ehrlich, Jimmy Cozier, Scott Robinson, Warren Smith u. a.
- The Seven Heavenly Virtues (2013) mit Lafayette Harris, Onaje Allan Gumbs, Satoshi Takeishi, Jerry Gonzalez, Warren Smith u. a.
- Portraits: Wind, Thunder and Love (JoDaMusic, 2014)
- Joseph Daley, Warren Smith, Scott Robinson: The Tuba Trio Chronicles (JoDaMusic, 2016)[2]
- The Tri-Centric Orchestra Performs Joseph Dailey: Rivers We Have Crossed (2018)
- The Tuba Trio Chronicles Volume II (JoDaMusic, 2024)